# Ловоа
Ловоа (лат. Lovoa) — род деревьев семейства Мелиевые. Виды этого рода произрастают в экваториальном и субэкваториальном поясах Африки в следующих странах: Габон, Гана, Демократическая Республика Конго, Камерун, Кот-д’Ивуар, Либерия, Нигерия, Сьерра-Леоне, Экваториальная Гвинея. Вид Lovoa trichilioides занесён в Красную книгу как уязвимый.

## Местные названия
Основные местные названия: Габон — Eyan, Гана — African Walnut, Dubini-Biri, Mpengwa, Демократическая Республика Конго — Bombulu, Lifali Muindu, Камерун — Bibolo, Кот-д’Ивуар — Dibetou, Либерия — Lovoa, Нигерия — Anamenila, Apopo, Sida, Сьерра-Леоне — Wnaimei, Экваториальная Гвинея — M’bero, N’vero.

## В древообрабатывающей промышленности
Бревно имеет диаметр от 60 до 120 сантиметров, толщина заболони — 3-7 сантиметров (явно выражена), текстурированность мелкая. Цвет древесины коричневый, желто-коричневый или серо-коричневый с черными полосками или венами с золотистым отблеском, с черными отложениями в порах.
Физические характеристики: Плотность: 0,53 г/см3, твердость по Monnin: 2,3, коэффициент объемной усадки: 0,43%, общая радиальная усадка: 3,7%, точка насыщения волокон: 27%, прочность: стойкая.
Механические характеристики: сопротивление раздавливанию: 47 Мпа, статическая прочность на изгиб: 72, Мпа Модуль упругости: ~10000 Мпа
Стойкость к грибкам: класс 3-4 — от умеренно до слабостойкой; древоточцы: стойкая, риск ограничен заболонью; термиты: класс S — восприимчиво; проницаемость: 3-4 — слабо или непроницаемо; класс использования: 2 — в помещении или под накрытием (возможно засыревание).
Требование к защитной обработке: Против древоточцев — не требует защитной обработки; против риска временного увлажнения — требует необходимую защитную обработку; против риска постоянного увлажнения — не рекомендуется к использованию.
Распиливание и обработка: затупляющий эффект режущих кромок — нормальный; рекомендуемые зубья — обычные или с примесями стали; режущие кромки — обычные; лущение — хорошо; строгание — хорошо.
Монтаж: гвоздевание/свинчивание — хорошо; склеивание — правильное. Риск растрескивания на концах. Склеивать осторожно — кислотная древесина.

## Виды
По информации базы данных The Plant List, род включает 3 вида:
- Lovoa swynnertonii Baker f.
- Lovoa tomentosa A.Chev.
- Lovoa trichilioides Harms